# Montaner Blaustiel-Zärtling
Der Montane Blaustiel-Zärtling (Entoloma sodale, Syn.: Leptonia brunnea, Leptonia lampropus ss. Bresadola, Leptonia sodalis und Rhodophyllus sodalis) ist eine europäische Pilzart aus der Familie der Rötlingsverwandten. Der Pilz zählt zur artenreichen Untergattung Leptonia und wächst vor allem auf Wiesen und Weiden mit kalkhaltigen Böden. Der Rötling steht in Deutschland auf der Roten Liste gefährdeter Arten und gilt als „gefährdet“ (Kategorie 3).

## Merkmale

### Makroskopische Merkmale
Der 0,5–3,5 cm breite Hut ist konvex und behält diese Form auch im Laufe der Zeit mehr oder weniger bei. Er besitzt eine leicht niedergedrückte, genabelte Hutmitte. Im Zentrum ist die Oberfläche fein bis grobschuppig strukturiert, nach außen zum Hutrand strähnig befasert. Der Hut zeigt keine oder nur eine schwache durchscheinende Riefung, die Lamellen können aber auch vom Rand bis zur Hutmitte durch die Huthaut zu sehen sein. Die Farbpalette reich bei jungen Fruchtkörpern von umbra- über mittel- bis graubraun, im Zentrum oft fast schwarz. Im Alter blassen die Farben aus und können auch sehr viel heller ausfallen: mehr gelb- oder ockerbraun bis blassbraun. Der Hut verändert seine Farben beim Eintrocknen nicht, erhält aber einen seidigen Glanz. Die abgerundet angewachsenen und leicht entfernt stehenden Lamellen sind zunächst creme-weißlich, dann blass grau-rosa und schließlich alt-rosa gefärbt. Die Schneiden haben dieselbe Farbe wie die Lamellenflächen. Der 1–6 cm lange und 10–45 mm dicke Stiel besitzt bisweilen eine Mittelfurche und ist im Alter hohl. Die Stieloberfläche ist matt und bei jungen Exemplaren sehr fein streifig übersponnenen. Anfangs haben die Stiele eine blau-graue Farbe mit violettem Beiton oder sind blass bläulich gefärbt. Im Alter herrschen graue Farben vor, die eine mehr oder weniger stark ausgeprägte, blau-grüne Nuance aufweisen. Zum Hutansatz hin blassen die Farben aus. Wie viele Arten der Untergattung Leptonia haben die Fruchtkörper eine weißfilzige Stielbasis. Die Trama zeigt eine grau-weiße bis bläuliche Farbe. Das Fleisch riecht entweder unauffällig oder schwach mehlartig. Der Geschmack ist ebenfalls unauffällig oder sehr schwach fischig-tranig.

### Mikroskopische Merkmale
An den Basidien reifen jeweils 4 Sporen heran. Die Sporen haben 5–7(–8), selten 9 deutliche Ecken und messen 8,5–11,5(–13) × 6,5–8 Mikrometer. Das Verhältnis von Länge zu Breite beträgt 1,45. Die Lamellenschneiden sind entweder steril oder heterogen. Die oft sehr breiten Cheilozystiden sind in der Form sehr variabel: keulig- bis fast-rund-gegliedert, bisweilen auch dickhalsig flaschenförmig und an der Spitze auch 1- bis 2-kopfig erweitert. Die Hutdeckschicht ist eine Cutis aus liegenden Hyphen, die in der Hutmitte in ein Trichoderm übergeht. Die zylindrischen Endzellen sind kaum keulig und besitzen einen Durchmesser von 7,5–20(–25) Mikrometer. Das Pigment ist intrazellulär. Schnallen an den Hyphensepten fehlen.

## Artabgrenzung
Es gibt eine Reihe von Rötlingen aus der Untergattung Leptonia, die Fruchtkörper mit blauen Stiel- und braunen Hutfarben hervorbringen. Sicher lassen sie sich nur anhand ihrer mikroskopischen Merkmale unterscheiden.

### Poliertstieliger Zärtling
Beispielsweise kann der Poliertstielige Zärtling (Entoloma poliopus) dem Montanen Blaustiel-Zärtling zum Verwechseln ähnlich sehen. Dieser besitzt jedoch eine mattere Stieloberfläche und schlankere, bisweilen braun gefärbte Cheilozystiden.

## Ökologie und Phänologie
Der Montane Blaustiel-Zärtling wächst auf moosigen Wiesen, naturbelassenen Weideflächen und kommt auch auf Heiden und Dünen vor. Die Art bevorzugt kalkhaltige Böden und besiedelt sowohl trockene als auch nasse Standorte. Vertikal ist der Pilz vor allem montan bis subalpin verbreitet.
Der Pilz fruktifiziert von August bis Oktober und erscheint in regenreichen Perioden bereits ab Juni.

## Verbreitung
Der Montane Blaustiel-Zärtling ist in Europa verbreitet und erstreckt sich im Süden auf Norditalien und im Westen auf Frankreich, die Niederlande und Schottland. In Mitteleuropa existieren Nachweise aus Deutschland, Polen, Österreich, der Schweiz, Tschechien und Ungarn. Im Norden des Kontinents kommt die Art in Fennoskandinavien vor. In Deutschland ist die Art bislang aus den Bundesländern Bayern, Baden-Württemberg, Rheinland-Pfalz, dem Saarland, Sachsen und Mecklenburg-Vorpommern bekannt.